# リチャード・R・フーバー
リチャード・R・フーバー（Richard R. Hoover）は、視覚効果アーティストである。『アルマゲドン』、『スーパーマン リターンズ』、『ブレードランナー 2049』に参加し、『ブレードランナー 2049』でアカデミー視覚効果賞を獲得した。

## 学歴
1980年にオレゴン大学で美術学士号を取得した。

## 主なフィルモグラフィ
- ジャングル 2 ジャングル Jungle 2 Jungle (1997)
- アルマゲドン Armageddon (1998)
- GO!GO!ガジェット Inspector Gadget (1999)
- アンブレイカブル Unbreakable (2000)
- シービスケット Seabiscuit (2003)
- 俺たちニュースキャスター Anchorman: The Legend of Ron Burgundy (2004)
- スーパーマン リターンズ Superman Returns (2006)
- ワルキューレ Valkyrie (2008)
- キャッツ & ドッグス 地球最大の肉球大戦争 Cats & Dogs: The Revenge of Kitty Galore (2010)
- スマーフ The Smurfs (2011)
- スマーフ2 アイドル救出大作戦! The Smurfs 2 (2013)
- ブレードランナー 2049 Blade Runner 2049 (2017)

## 受賞とノミネート
| 賞               | 年   | 部門           | 作品名                  | 結果       |
| ---------------- | ---- | -------------- | ----------------------- | ---------- |
| アカデミー賞     | 1998 | 視覚効果賞     | アルマゲドン            | ノミネート |
| アカデミー賞     | 2006 | 視覚効果賞     | スーパーマン リターンズ | ノミネート |
| アカデミー賞     | 2017 | 視覚効果賞     | ブレードランナー 2049   | 受賞       |
| 英国アカデミー賞 | 2017 | 特殊視覚効果賞 | ブレードランナー 2049   | 受賞       |